# Peter Meincke
Peter Meincke (* 13. Januar 1953 in Waiblingen) ist deutscher Musikpädagoge und Dirigent.

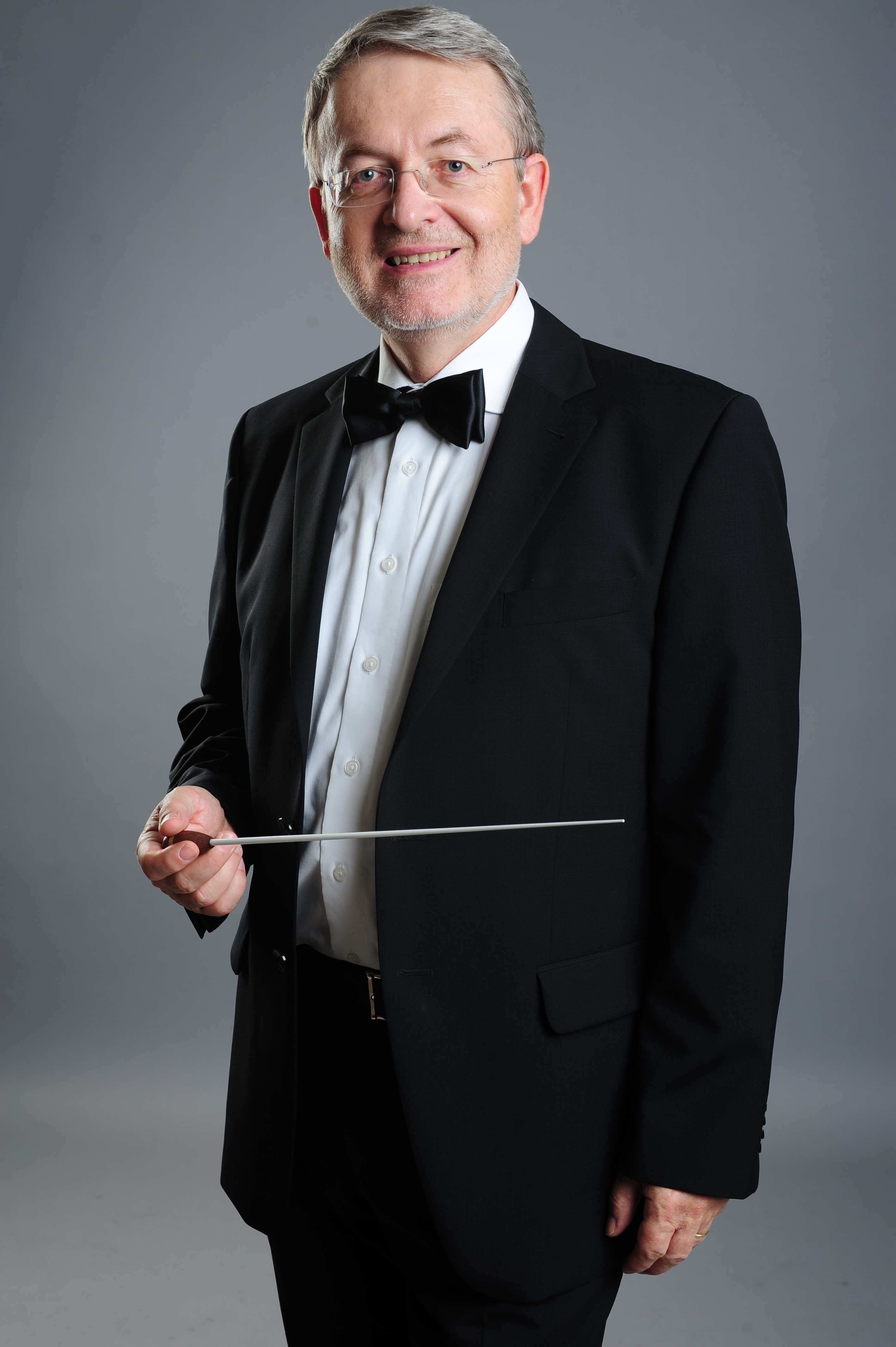
Peter Meincke

## Werdegang
Meincke studierte Schulmusik, Gesang und Musikwissenschaften, unter anderem bei Wolfgang Gönnenwein und Frieder Bernius. 1976 wurde er Kantor der ev. Gesamtkirchengemeinde in Stuttgart-Vaihingen. Von 1980 bis 2021 war er Schulleiter der Musikschule Korntal-Münchingen. Dort gründete er 1984 das Kammerorchester und 1986 den Kammerchor Korntal-Münchingen. Mit seinen Ensembles führte er viele bedeutende Werke der Oratorienliteratur auf, von Bachs Matthäuspassion bis zu Orffs Carmina Burana. Von 2002 bis 2021 leitete er den Philharmonischen Chor Waiblingen.
Als Gesangspädagoge war Meincke daran beteiligt, dem zuvor nur instrumentalen Wettbewerb Jugend musiziert durch die Hinzunahme des Faches Gesang neue Impulse zu geben. Seither war Peter Meincke als Juryvorsitzender im Landeswettbewerb Jugend musiziert tätig und vertrat das Fach Gesang im Landesausschuss Jugend musiziert beim Landesmusikrat Baden-Württemberg. Im Landesverband der Musikschulen Baden-Württembergs leitete er das Forum Gesang, eine Fortbildungsplattform für die Gesangslehrer in Baden-Württemberg. Für den Bundesverband der Musikschulen ist er als Fachberater tätig.
Als Sänger ist Peter Meincke solistisch und auch in vielen Ensembles tätig, u. a. im Montanara-Chor, dessen Geschäftsführer er von 2013 bis 2018 war.
2010 ernannte ihn die Stadt Korntal-Münchingen zum Musikdirektor, 2010 wurde ihm für seine Verdienste die Staufermedaille des Landes Baden-Württemberg verliehen.
2020 trat er der Partei „Die Basis“ bei und kandidierte in Korntal-Münchingen.